# Jaume Font Barceló
Jaume Font Barceló (Sa Pobla, 28 d'agost de 1961) és un polític mallorquí, militant de El PI. Fou Conseller de Medi Ambient de les Illes Balears (2003-2007) durant la seva militància al Partit Popular de les Illes Balears. Té estudis de batxiller i és soci de l'Obra Cultural Balear (OCB). Està casat amb Purificación Gutiérrez Fernández i té tres fills.
Començà la seva carrera política arran les eleccions municipals espanyoles de 1983, quan entrà a formar part de l'ajuntament de Sa Pobla com a regidor pel partit Convergència Poblera. Entre els anys 1987 i 1991 fou el primer tinent de batlle. S'afilià al Partit Popular vers l'any 1991.
Va ser, des del 1991 al 2003, batlle de Sa Pobla i senador per la circumscripció de Mallorca a les eleccions generals espanyoles de 1993, càrrec que durà fins a 1999. Fou secretari primer de la Comissió del Senat d'Indústria, Comerç i Turisme. Fou nomenat president del Partit Popular de Mallorca.
L'any 1999 fou nomenat portaveu del grup de consellers del PP al Consell Insular de Mallorca. Va dimitir per fer-se càrrec de la Conselleria de Medi Ambient del Govern de les Illes Balears. Fou durant uns anys el President del Museu Contemporani de Mallorca, ubicat a Sa Pobla (1991-2003). En 2007 fou imputat en el cas Pla Territorial de Mallorca per la requalificació d'una finca a Sa Ràpita i acusat de prevaricació i malversació, raó per la qual dimití com a portaveu del PP en el Consell Insular de Mallorca i no fou inclòs en les llistes del PP per a les eleccions al Parlament de les Illes Balears de 2011. Tanmateix, en octubre de 2010 fou exonerat del cas i sobreseït d'ambdues acusacions.
El 4 de febrer de 2011 va presentar la seva renúncia com a militant del PP i abandonà el Parlament de les Illes Balears. L'endemà presentà en públic la fundació d'un nou partit, la Lliga Regionalista de les Illes Balears, amb vistes de presentar-se a les eleccions al Consell de Mallorca de 2011.
Fou president del partit Proposta per les Illes, fundat el 2012 amb la fusió de la Lliga Regionalista amb altres partits, sent elegit diputat per Mallorca com a cap de llista del PI a les eleccions al Parlament de les Illes Balears de 2015, i 2019 i dimitint com a president del partit en 2020 per divergències amb el Secretari General Josep Melià Ques.